# Basketligan dam
Basketligan dam, tidigare vid namnet Damligan, är den högsta basketserien i Sverige på damsidan. Den infördes säsongen 2001/2002, då den ersatte gamla Elitserien, och innehåller för närvarande 14 lag. Inför säsongen 2011/2012 bytte Damligan namn till Basketligan dam.
2019/2020 års säsong avslutades i mitten av mars 2020 i ofärdigt skick, på grund av den pågående covid-19-pandemin. Den då ledande klubben Luleå BBK utsågs därefter till svenska mästare.

## Svenska Basketligan Dam 2021-2022
| Lag                 | Kortnamn | Ort         | Head Coach                 | Arena                        |
| ------------------- | -------- | ----------- | -------------------------- | ---------------------------- |
| A3 Basket Umeå      | A3       | Umeå        | Jan Enjebo                 | Umeå Energi Arena            |
| Alvik Basket        | ALV      | Stockholm   | Fotios Ioannidis           | Åkeshovshallen               |
| Borås Basket        | BOR      | Borås       | Pat Ryan                   | Boråshallen                  |
| Helsingborg BBK     | HEL      | Helsingborg | Ville Tuominen             | GA-hallen                    |
| Högsbo Basket       | HÖG      | Göteborg    | Jonas Fredrikson           | Gothia Arena 2               |
| IK Eos              | EOS      | Lund        | Jan Hricko                 | Eoshallen                    |
| Luleå Basket        | LUL      | Luleå       | Robin Sandberg             | Luleå Energi Arena           |
| Mark Basket         | MAR      | Kinna       | Fredrik Almqvist Frank Alm | Kinnahallen                  |
| Norrköping Dolphins | NOR      | Norrköping  | Kevin Taylor Lundgren      | Stadium Arena A              |
| Södertälje BBK      | SÖD      | Södertälje  | Joakim Lantto              | Täljehallen                  |
| Uppsala Basket      | UPP      | Uppsala     | Mady Mahdy                 | Upplands Bilforum USIF Arena |
| Visby Ladies        | VIS      | Visby       | Xavi Hernández             | ICA Maxi Arena               |
| Wetterbygden Stars  | WET      | Huskvarna   | Krumesh Patel              | Huskvarna Sporthall          |
| Östersund Basket    | ÖST      | Östersund   | Alva Stark                 | Östersunds Sporthall         |